# The Funkees
The Funkees war eine nigerianische Highlife-/Funkband. Gegründet wurde sie zu Beginn der 1970er-Jahre nach dem Biafra-Krieg von Harry Mosco Agada. Dieser spielte bereits während des Krieges in einer Militärkapelle. Weitere Bandmitglieder waren Jake Sollo, Mohammed Ahidjo, Chyke Madu und Sonny Akpan. Im Jahr 1973 ging die Band nach London und veröffentlichte dort zwei Alben. Im Jahr 1977 trennte sich die Gruppe.